# Richard Eeg-Olofsson
Richard Georg Eeg-Olofsson, född 5 maj 1898 i Kristinehamn, död där 13 augusti 1986, var en svensk läkare.  Han var bror till Ansgar och Tryggve Eeg-Olofsson.
Richard Eeg-Olofsson var son till distriktsföreståndaren i Svenska missionsförbundet Olof Olofsson och Jensi Eeg. Han avlade studentexamen i Göteborg 1917, medicine kandidat vid Uppsala universitet 1921 och medicine licentiat vid Karolinska Institutet i Stockholm 1926. Efter förordnanden i psykiatri, neurologi och medicin, bland annat vid Serafimerlasarettet 1925–1928, var han 1929–1931 föreståndare för Serafimerlasarettets nervpoliklinik. Eeg-Olofsson blev 1930 biträdande läkare och 1936 överläkare vid Svenska diakonisällskapets epileptikervård i Stockholm, var 1930–1935 läkare vid Stockholms barnavårdsnämnds upptagningshem för pojkar, 1933–1934 föreståndare för dess rådgivningsbyrå för svåruppfostrade barn samt läkare vid stadens folkskolors hjälpklasser och var 1933–1940 psykiatrisk rådgivare vid Skarvik-Tallåsens skyddshem för psykiskt defekta kvinnliga skyddshemselever. Från 1933 innehade Eeg-Olofsson läkarpraktik i Stockholm och var från 1942 ordförande i styrelsen för alkoholistanstalten Vårnäshemmet. Han skrev ett antal arbeten i neurologi och psykisk hälsovård.